# Tremona

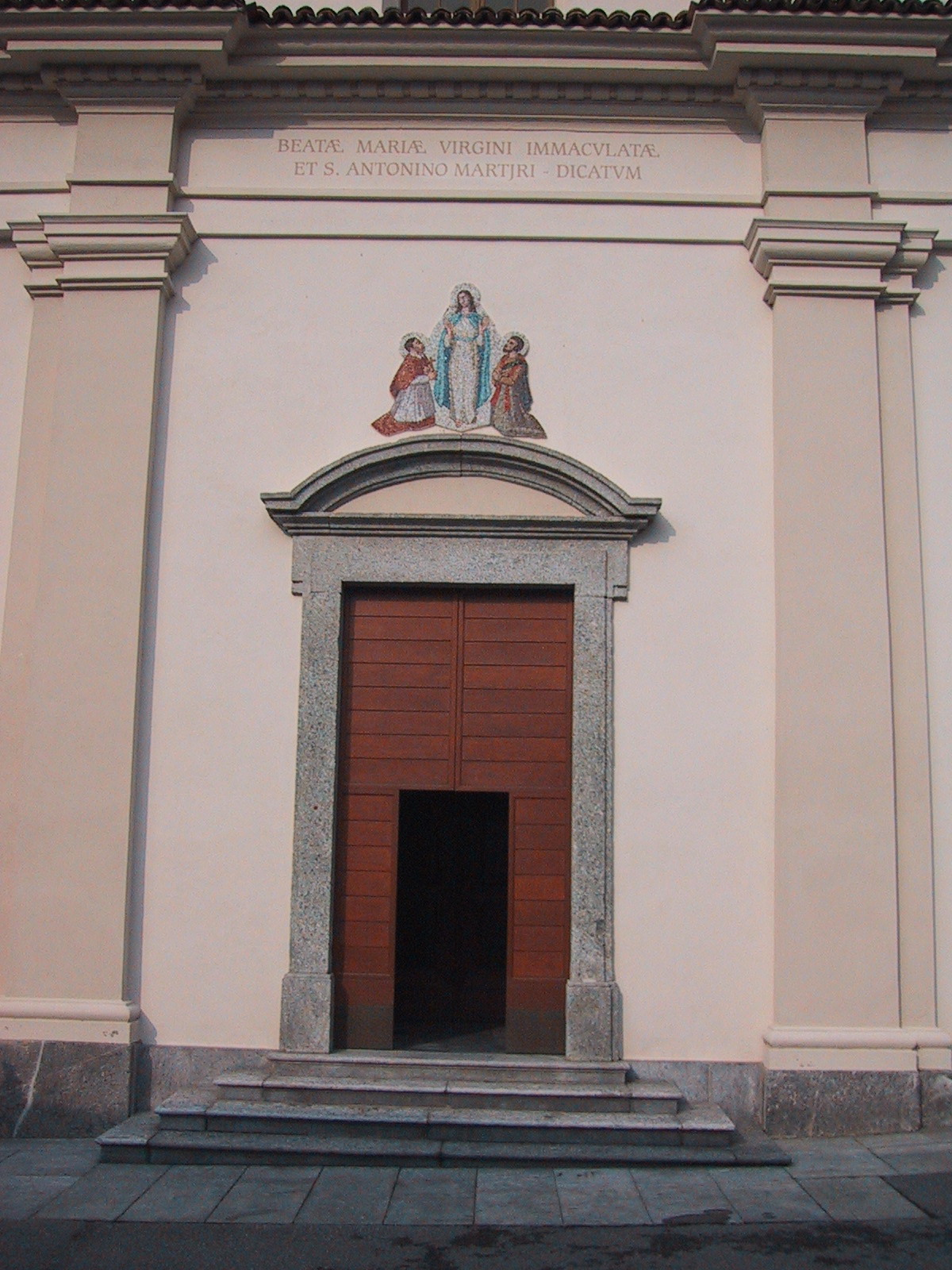
Kircheneingang von Santa Maria in Tremona

Oratorium Sant’Agata Ausgang (1937)

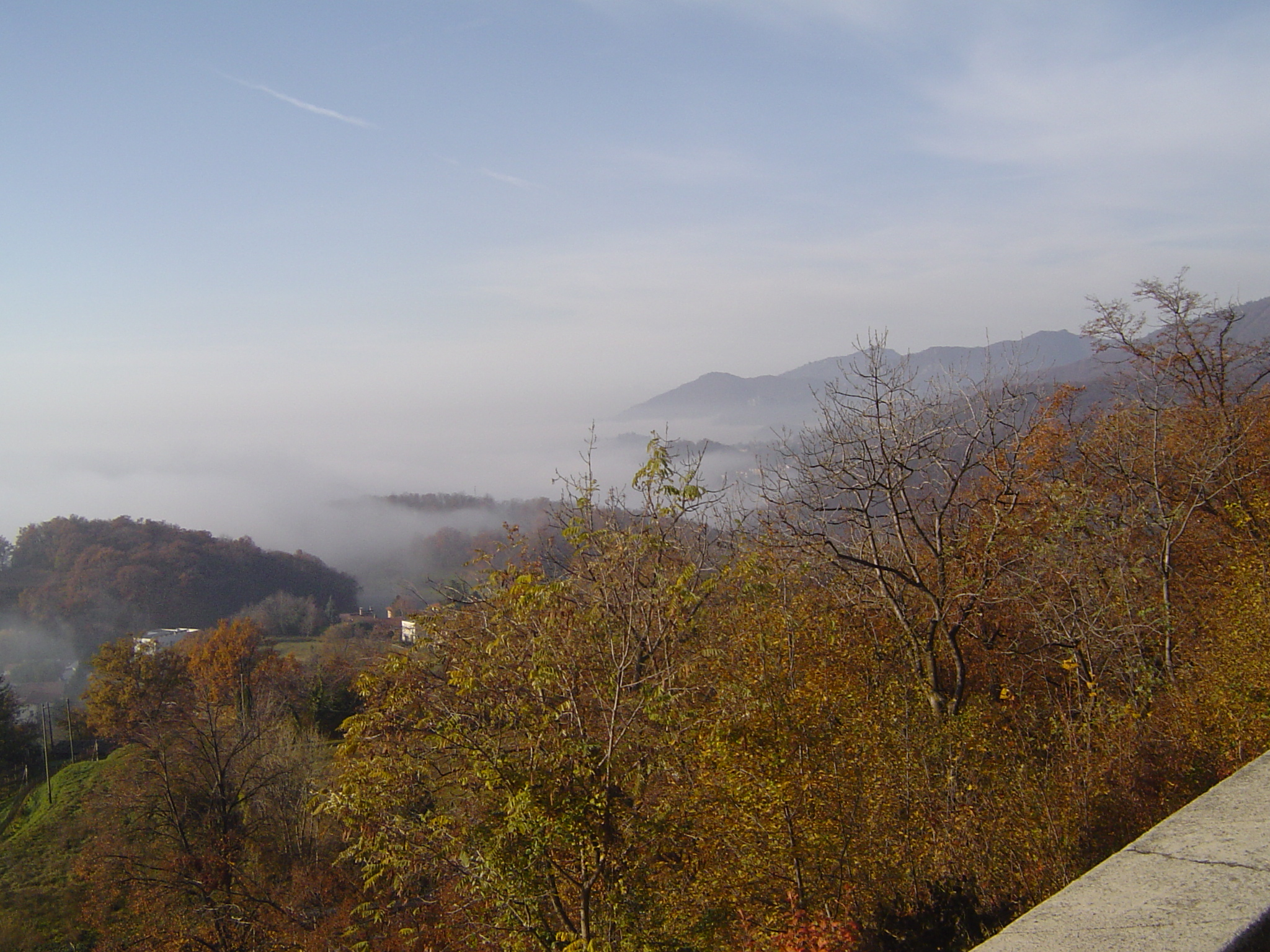
Blick aus Oratorium Sant’Agata

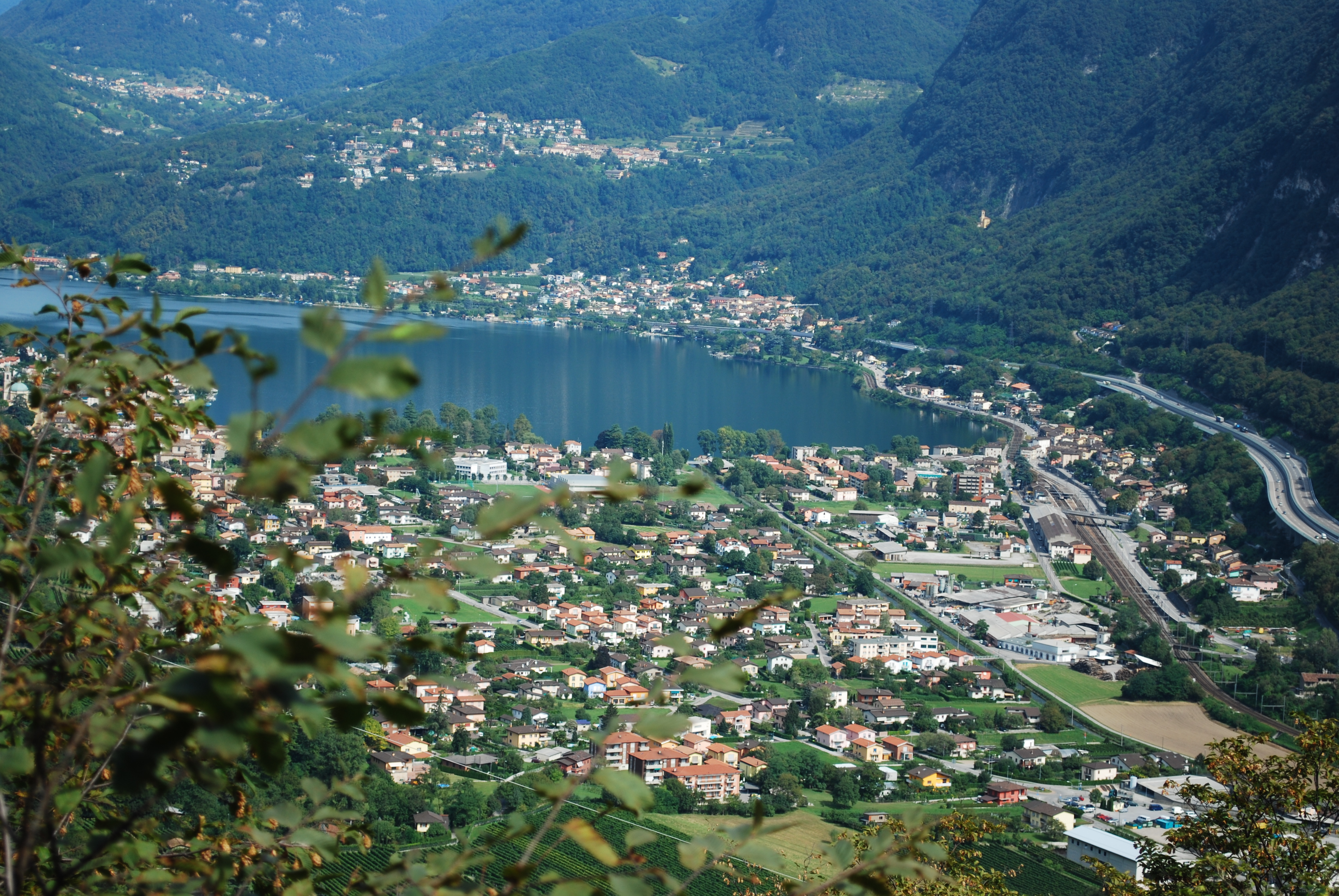
Blick aus Grotto Grassi zum Luganersee

Tremona war bis zum 4. April 2009 eine politische Gemeinde im Kreis Riva San Vitale, im Bezirk Mendrisio des Kantons Tessin in der Schweiz.

## Geographie
Das Dorf ist acht Kilometer von Chiasso und zwei Kilometer (jeweils Luftlinie) von der schweizerisch-italienischen Grenze entfernt.

## Geschichte
Das Dorf ist 864 als Tremona erstmals erwähnt. Grabungen ab 1991 auf dem nördlich des Dorfs gelegenen Hügel Castello förderten Funde aus dem Neolithikum, der Bronze- und der Hallstattzeit zutage, während man bei Piasa auf eine Nekropole mit 42 Gräbern aus der Latènezeit- und der Römerzeit stiess. Eine auf der unteren Terrasse des Hügels gelegene, 2000–2007 erforschte und aus 27 Reihenwohnhäusern bestehende Niederlassung aus der 2. Hälfte des 10. Jahrhunderts bezeugt die Besiedlung im Mittelalter. Ihre rasche Aufgabe im 13. Jahrhundert ist wahrscheinlich auf die Kämpfe zwischen Mailand und Como zurückzuführen. 1798 schloss sich das Dorf der kurzlebigen Republik Riva San Vitale an.
Am 25. November 2007 wurde die Fusion der Gemeinden Arzo, Capolago, Genestrerio, Mendrisio, Rancate und Tremona von deren Stimmberechtigten gutgeheissen. Sie haben sich per 5. April 2009 zur neuen Gemeinde Mendrisio zusammengeschlossen. Tremona bildet aber nach wie vor eine eigenständige Bürgergemeinde.

## Bevölkerung
Einwohnerzahlen: Volkszählungsdaten

## Bildung
- Società di Mutuo Soccorso fra gli Operai della Lega dei Tre Castelli di Meride, Arzo e Tremona[4]
- Società Filarmonica Tremona[5]

## Sehenswürdigkeiten
- Pfarrkirche Santa Maria Assunta (17. Jahrhundert) mit Fresken des Malers Antonio Rinaldi und anderen[6]
- Alte Pfarrkirche Sant’Agata, Beinhaus und Kreuzweg (19. Jahrhundert)[6]
- Altes Wohnhaus Rinaldi mit Fresken Leonardo, Raffaello und Michelangelo des Malers Antonio Rinaldi[6]
- Vorgeschichtlicher und mittelalterlicher Siedlungsplatz im Ortsteil Castello[6][7]

## Sport
- Associazione Sportiva della Montagna Arzo-Besazio-Meride-Tremona[8]